# Bezručovo údolí (přírodní památka)
Bezručovo údolí je přírodní památka a součást stejnojmenné evropsky významné lokality a přírodního parku v okrese Chomutov. Důvodem vyhlášení přírodní památky jsou různorodé biotopy bučin, suťových lesů, vegetace silikátových skal a štěrbin, údolních jasanovo-olšových luhů a stanovišť s výskytem zástupců čeledi modráskovitých. Jádrem chráněného území je údolí řeky Chomutovky s přilehlými svahy mezi Chomutovem a Horou Svatého Šebestiána. Území rezervace je rozděleno do dvou rozsáhlých územních celků oddělených v místech bývalého Třetího mlýna.

## Historie
Chráněné území vyhlásil Krajský úřad Ústeckého kraje v kategorii přírodní památka s účinností od 28. prosince 2013.

## Přírodní poměry

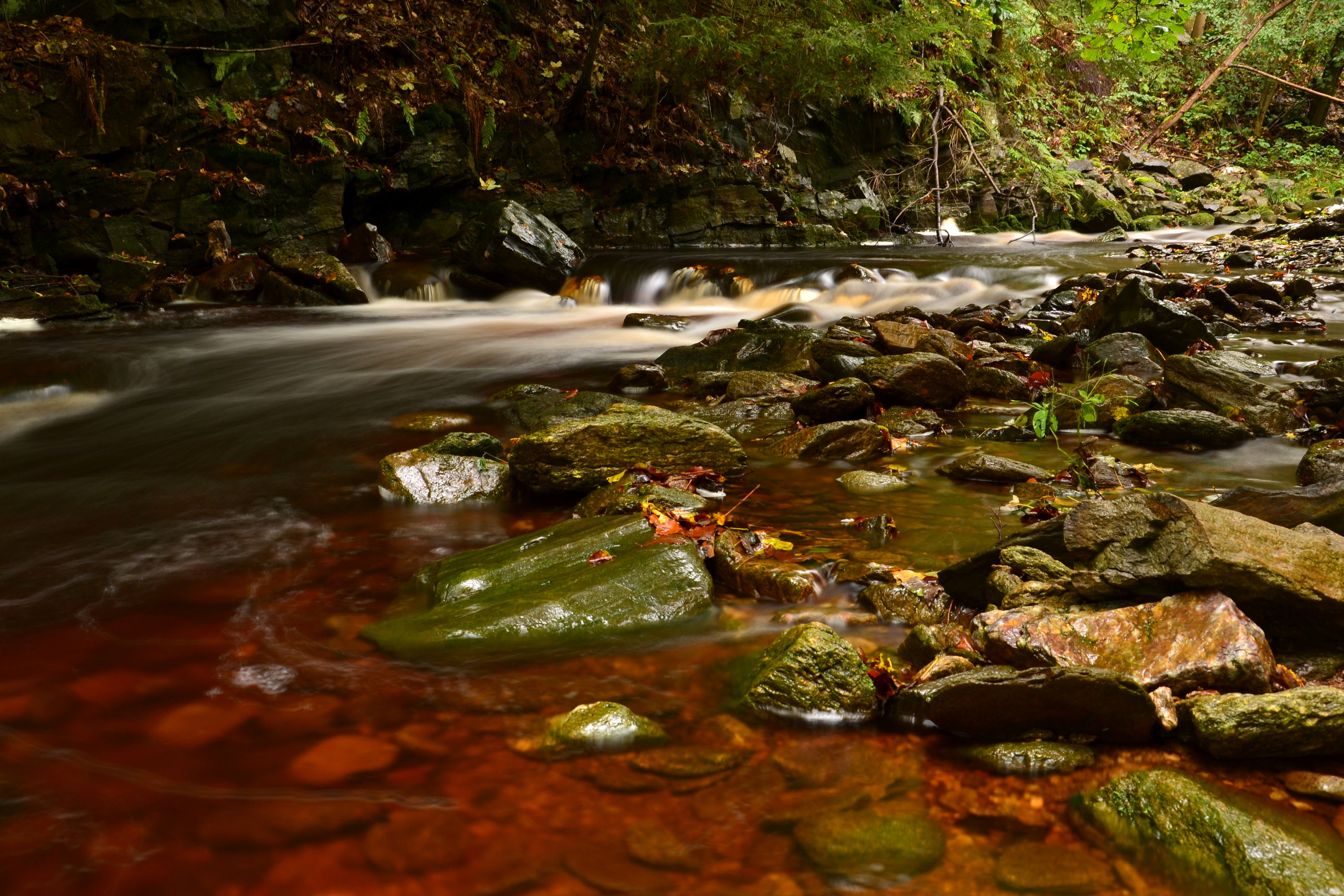
Chomutovka nad rozcestím Třetí mlýn

Geologické podloží je tvořeno starohorními horninami krušnohorského krystalinika (břidlice, fylity, svory, pararuly). Na severu se objevují také ortoruly a migmatity.
Horopisně se území nachází v provincii Česká vysočina, podsoustavě Krušnohorská hornatina, v celku Krušné hory a v podcelku Loučenská hornatina. Jižní část území patří do okrsku Bolebořská vrchovina a severní do okrsku Přísečnická hornatina, což je kerná hornatina se zbytky zarovnaných povrchů, které jsou právě v místech přírodní památky rozděleny kaňonovitým údolím Chomutovky. Bolebořská vrchovina je níže vyzdvižená a rozčleněná zářezy svahových toků a s denudačními plošinami na meziúdolních hřbetech. Výškový rozdíl mezi nejnižší a nejvyšší částí území přesahuje 400 metrů.
Oblast odvodňuje řeka Chomutovka s menšími přítoky, ze kterých jsou nejdůležitější Křimovský potok a Kamenička. Na obou se nacházejí přehrady určené k zadržování pitné vody: vodní nádrž Kamenička z roku 1904 a vodní nádrž Křimov dokončená roku 1958. Obě nádrže se však nacházejí těsně mimo hranice chráněného území.
Velký rozdíl nadmořských výšek ovlivňuje klimatické podmínky. Zatímco jižní část území patří podle Quittovy klimatické klasifikace do mírně teplých oblastí MT4 a MT7, severní část spadá do chladné oblasti CH7.

### Flora a fauna

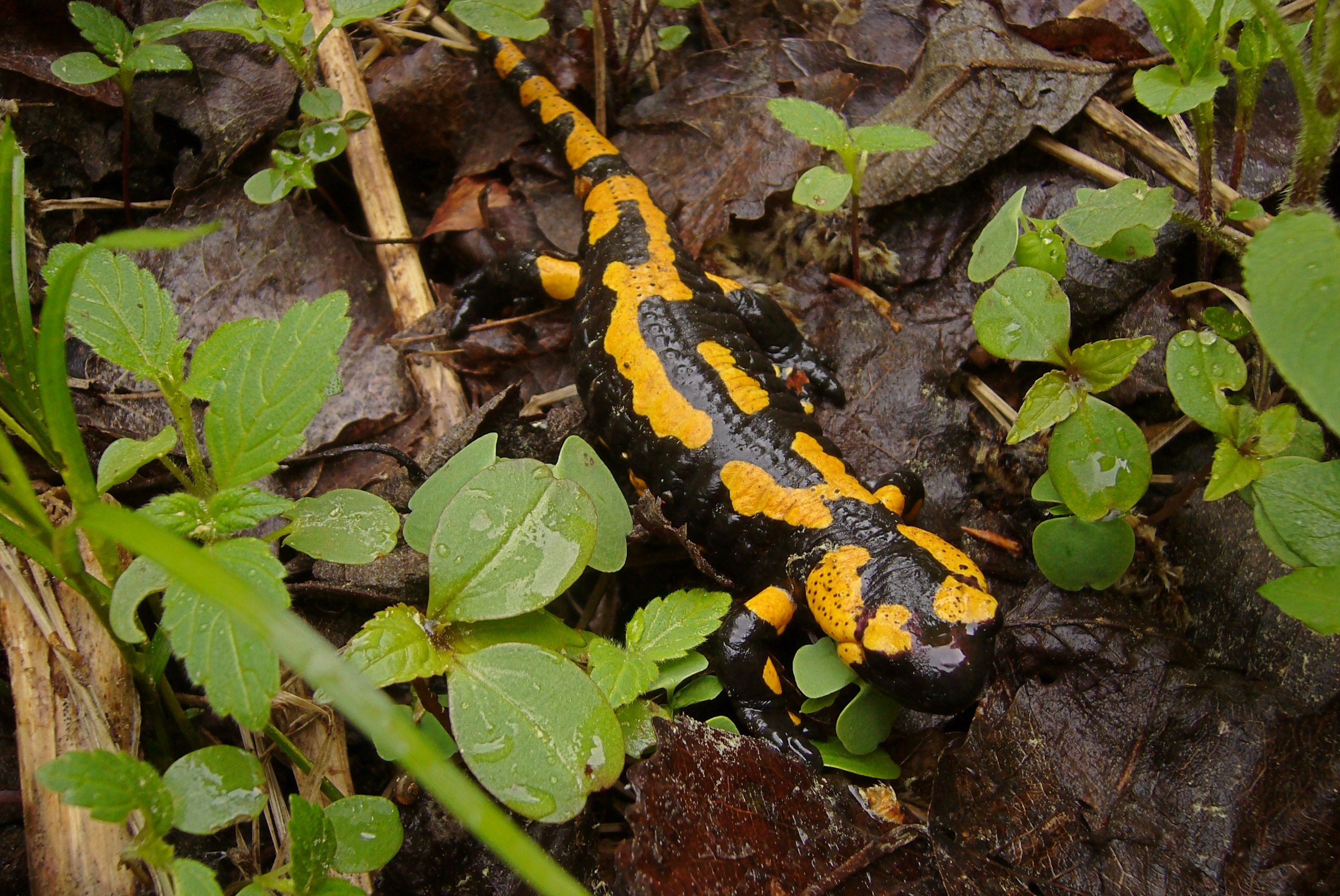
Mlok skvrnitý

Z chráněných druhů rostlin se v lokalitě vyskytuje měsíčnice vytrvalá (Lunaria rediviva) nebo koprník štětinolistý (Meum athamanticum). Obratlovce zastupuje mlok skvrnitý (Salamandra salamandra), čolek horský (Ichthyosaura alpestris), slepýš křehký (Anguis fragilis), zmije obecná (Vipera berus) nebo vydra říční (Lutra lutra). Zvláštní pozornost je věnována obhospodařování vlhkých luk, na které je vázán výskyt motýlů modráska bahenního (Phengaris nausithous) a modráska očkovaného (Phengaris teleius). Oba motýli se v chráněném území v roce 2011 vyskytovali jen v málo početných populacích.

## Ochrana přírody
Předmětem ochrany je soubor ekosystémů, z nichž převažují acidofilní bučiny, které zaujímají asi 35 % území. K dalším chráněným ekosystémům patří květnaté bučiny (1,5 % rozlohy), suťové lesy (1,4 %), štěrbinová vegetace silikátových skal a drolin (0,4 %) a údolní jasanovo-olšové luhy (5,5 %). Předmětem druhové ochrany jsou modrásek bahenní a modrásek očkovaný. Cílem ochranných podmínek je vytváření a udržování stanovišť na vlhkých loukách pro oba druhy modrásků, šetrný způsob hospodaření v lesích se snahou postupně se přiblížit k přirozenému druhovému složení lesů.

## Přístup
Bezručovo údolí je přirozeným rekreačním zázemím Chomutova. Údolím vede silnice třetí třídy a s ní souběžná cyklostezka k bývalému Třetímu dolskému mlýnu, po které jsou vedeny cyklotrasy číslo 3078 a 3079. Převážně po pravém břehu Chomutovky je vyznačena modrá turistická značka. V areálech Prvního dolského mlýna a Druhého dolského mlýna se nacházejí restaurace a ubytovací zařízení.